# Angelo Serio
Angelo Serio (Nocera Inferiore, 29 novembre 1971) è un regista, sceneggiatore e attore italiano.

## Biografia
Nato a Nocera Inferiore, nel salernitano, regista, attore e sceneggiatore italiano, Angelo Serio viene da una famiglia non di artisti, il padre ha lavorato alla Marzotto di Salerno e la madre casalinga, e con un fratello insegnante a scuola. Angelo fin da giovanissimo si è occupato di teatro per poi diplomarsi presso l'Accademia d'arte drammatica del Teatro Bellini di Napoli.
Dopo esperienze con, tra gli altri, il Living Theatre e gli artisti acrobati del Mummeshanz, nel 1992 fonda a Napoli la compagnia Theatre de Poche e dirige o recita, con questo gruppo, in allestimenti tratti da Schisgal, Ionesco, Schnizler, Lorca, Čechov, Pinter, Tardieu. Contemporaneamente lavora per Mariano Rigillo, Lina Sastri e Mico Galdieri.
Nel 1993 esordisce nella regia cinematografica con il corto Rara mens, segnalato al Fano International Film Festival nel 1994. Nel 1995 dirige il cortometraggio Operazione Mergellina (sceneggiato insieme al drammaturgo premio IDI Francesco Silvestri) in concorso ad Anteprima - Bellaria '96. Neamoenia, il suo cortometraggio successivo è del 1996 e viene presentato in concorso al 14º Festival Internazionale Cinema Giovani di Torino e al 3° Antalya Golden Orange International Short Film (Turchia).
Lo stesso anno Serio realizza Annibale Ruccello Cut-Up, in omaggio al noto drammaturgo napoletano. Il documentario è in concorso al 12° Riccione TTVV e viene invitato poi alla 4ª edizione di CortoCircuito - Napoli (1997) e alla sesta edizione dell'Arcipelago Film Festival di Roma (1998).
Del 2000 è invece il corto Rosa rosae... che ottiene una menzione speciale al 3° LAIFA - Los Angeles Italian Film Festival Award (USA) e che sarà al DIFF 2001 - New Delhi International Film Festival (India).
Nel 2001 scrive (con Rosario Gallone) e dirige ISA 9000, docu-fiction su e con Isa Danieli. Il film partecipa a numerosi festival italiani (Riccione TTV 2002 - concorso, Maremma Doc Festival 2002 - concorso, evento speciale al Bellaria Film Festival 2003) e successivamente viene presentato in più occasioni negli USA. Su invito di Anna Strasberg, Serio proietta il lavoro al Marilyn Monroe Theatre presso il Lee Strasberg Theatre Institute di Los Angeles ed in seguito ISA 9000 è proiettato anche presso gli Istituti Italiani di Cultura di Los Angeles e San Francisco ed all'Università della California UCSD, che, nel 2005 l'acquisisce nel proprio archivio audiovisivo.
Del 2005 è Tempus fugit, ancora una volta con Isa Danieli, presentato in concorso al 42° Antalya Film Festival, al 18º Festival Internazionale del Cortometraggio di Istanbul e al 9° Stockholm Italian Film Festival.
Il documentario Co'stell'azioni - Inside Enzo Moscato's Theatre (2005) con installazioni di Mimmo Paladino, è stato proiettato per la prima volta all'Istituto Italiano di Cultura di New York, nell'ambito di 41º Parallelo Naples Film Festival (2005).

## Filmografia
- Rara mens (1993)
- Operazione Mergellina (1995)
- Neamoenia (1996)
- Annibale Ruccello Cut-Up (1996)
- Rosa, rosae... (2000)
- ISA 9000 (2001)
- Giardino inglese (2003)
- Tempus fugit (2005)
- Co’stell’azioni - Inside Enzo Moscato’s Theatre (2005)
- 'O comandante (2008)